# Civilproces
Civilproces omhandler reglerne for hvordan en part kan få fastslået sin retsstilling over for en modpart – f.eks. en person eller en offentlig myndighed. Fogedretten omhandler hvorledes man med domstolenes bistand kan tvangsfuldbyrde denne retsstilling. Civile retssager angår en uenighed eller en tvist mellem to eller flere parter.
Reglerne for civilprocessen findes hovedsageligt i retsplejelovens tredje bog om "Den Borgerlige Retspleje".